# Heiden im Langen Tal
Die Heiden im Langen Tal im baden-württembergischen Alb-Donau-Kreis wurden 1994 als Naturschutzgebiet (NSG) ausgewiesen. Das Schutzgebiet umfasst eine Fläche von 30,7 Hektar.

## Lage
Das Naturschutzgebiet liegt ca. 1,5 km südlich von Machtolsheim an der Straße von Machtolsheim nach Blaubeuren, auf einer Höhe von etwa 675 bis 715 m ü. NN. Da das „Lange Tal“ nördlich der Klifflinie liegt, die durch den Meeresvorstoß im Tertiär entstanden ist, gehört es zur naturräumlichen Einheit der Mittleren Kuppenalb, in dessen südlichem Teil es sich befindet. Südlich dieser natürlichen Grenze schließt sich die Mittlere Flächenalb an.

## Geologie und Böden
Das Grundgebirge der Schwäbischen Alb besteht aus Gneisen und Graniten, auf denen das Deckgebirge aufgelagert ist, bestehend aus Sedimentgesteinen des Perm, Trias und Jura. Die Mittlere Kuppenalb weist von unten nach oben die typische jurassische Schichtung von schwarzem Jura (Lias), braunen Jura (Dogger), und weißem Jura (Malm) auf.
Die Hochfläche der Kuppenalb besteht aus Sedimentgesteinen (Kalksteine und Mergel) des Weißjura delta bis epsilon. Das Gebiet war während des Meervorstoßes im Tertiär nicht mehr bedeckt, so dass Erosion und Verwitterung über lange Zeit die jüngeren Schichten des Weißen Jura freilegten und aus den unregelmäßigen Schwammkalken ein kuppiges Relief herausarbeiten konnten, dem dieser Albteil den Namen Kuppenalb verdankt. Die im Gebiet anstehenden Massenkalke gehören zu den Mittelkimmeridge Kalken (w delta) der Schwammalgenfazies. Im Nordosten liegt z. T. löchriger dolomitischer Kalkstein vor, der wegen seiner grobkristallinen Struktur auch Zuckerkorn genannt wird. Ganz im Norden existiert noch eine Schicht der jüngeren Oberkimmeridge Kalke (w epsilon) bestehend aus Bankkalken mit zahlreichen Einlagerungen von Schwammalgenkalken.
Das „Lange Tal“ ist ein Trockental, das während der Kaltzeit des Pleistozäns eingeschnitten wurde. Durch den während der Kaltzeit herrschenden Frost war das Karstsystem nicht in Funktion, so dass das oberflächlich abfließende Wasser verstärkt Erosionsarbeit leisten konnte. Aufgrund eines kontinuierlichen Eintiefens der Donau seit 8 Mio. Jahren, und somit einer Absenkung des Vorfluterniveaus d. h. des Grundwassers in tiefere Bereiche des Weißjuras, fielen ehemalige Nebentäler der Donau wie z. B. das „Lange Tal“ trocken.
Die Talsohle des NSGs ist mit quartärem Lehm und Weißjuraschutt, zum Teil auch mit dem bei der Kalksteinverwitterung entstehenden typischen Verwitterungslehm verfüllt. Die sich daraus entwickelnden Böden sind typische Kalkrendzinen, bei denen auf den oft humosen, krümeligen und skelettreichen A Horizont unmittelbar der C Horizont folgt. In Hanglagen steht das Ausgangsgestein direkt an, zumindest ist es nicht über das Rohbodenstadium hinaus entwickelt. Wurzelraum und Wasserspeicherkapazität sind an solchen Trockenstandorten sehr beschränkt. Auf den kaum geneigten Flächen im Norden weisen die Böden schon eine tiefere Gründigkeit auf. Bei wahrscheinlich stellenweise vorhandener Oberflächenversauerung, die auch am Vorkommen des Heidekrauts erkennbar ist, und einer Tonmineralneu- bzw. Umbildung, sind die dortigen Böden als Terra fuscen oder als Braunerden anzusprechen, die sich aus einem basenreichen Ausgangsgestein entwickelt haben.

## Landnutzung und Eigentumsverhältnisse
Von der 30,7 ha großen Gesamtfläche des NSG sind rund 15 ha Heide und rund 10 ha als Grünland genutzt. Etwa 5 ha werden ackerbaulich bewirtschaftet. Die Heideflächen sind überwiegend Eigentum der Stadt Laichingen und werden über einen Pachtvertrag vom ortsansässigen Schäfer als Schafweide genutzt. Vor allem im nordöstlichen Bereich des Gebietes sind die Flächen in privater Hand und werden vom Schäfer bewirtschaftet. Die Wiesenflächen, die insbesondere die der Stadt Laichingen oder dem Schäfer gehören, werden als 2-3 schürige Öhmdwiesen genutzt.
Die kleineren Halbtrockenrasenflächen entlang der Landesstraße 1230 werden aufgrund ihrer Erreichbarkeit und der gefährlichen Lage an der Straße nur noch teilweise vom örtlichen Schäfer befahren.

## Schutzwürdigkeit
Das NSG „Heiden im Langen Tal“ ist durch seine Kargheit landschaftlich von besonderem Reiz. In floristischer und faunistischer Hinsicht ist der Ostteil als besonders hochwertig einzustufen. Die übrigen, regional bedeutsamen und hochwertigen Flächen sind in das Naturschutzgebiet miteinbezogen worden, weil das relativ extensiv genutzte Gebiet als solches zusammenhängend erhalten werden soll. Zum einen ist eine Schafbeweidung nur noch möglich und rentabel, wenn die Fläche in ihrer Gesamtheit erhalten bleibt; zum anderen stellen Kalkmagerweiden wichtige Rückzugsgebiete für zahlreiche wärme- und lichtliebende Pflanzen und an sie gebundene Tiere dar.
Dieser einmalige Artbestand benötigt ausgedehnte Flächen, um eine große Vielfalt entwickeln zu können. Im Verbund mit den Hecken und Wiesenresten ist eine solche Landschaft äußerst schutzwürdig. 36 % der festgestellten Pflanzenarten von Trocken- und Halbtrockenrasen sind gefährdet.

## Tier- und Pflanzenwelt
Seltene Schmetterlinge sind unter anderem der Quendel-Ameisenbläuling (Maculinea arion), der Ehrenpreis-Scheckenfalter (Melitaea aurelia) und der Wachtelweizen-Scheckenfalter (Melitaea athalia). An Heuschrecken konnte der Kleine Heidegrashüpfer (Stenobothrus stimaticus) festgestellt werden. Er ist ein typischer Bewohner von warmen Schafweiden.
An gefährdeten Pflanzenarten findet man Kelch-Steinkraut (Alyssum alyssoides), Zierliches Schillergras (Koeleria macrantha), Kurzblütiger Löwenzahn (Taraxacum brachyglossum) und Gewöhnliche Küchenschelle (Pulsatilla vulgaris).